# Озу (лунный кратер)
Кратер Озу  (лат. Auzout) — крупный ударный кратер в области юго-восточного побережья Моря Кризисов на видимой стороне Луны. Название присвоено в честь французского астронома Адриена Озу и утверждено Международным астрономическим союзом в 1961 г. Образование кратера относится к раннеимбрийскому периоду.

## Описание кратера
Ближайшими соседями кратера являются кратер Лев на северо-западе; кратер Кондорсе на востоке-севере-востоке и кратер Ван Альбада, примыкающий к южной-юго-восточной части вала кратера Озу. На северо-западе от кратера расположено Море Кризисов; на севере-северо-западе пик Усова, и, за ним, гряды Харкера; на севере-северо-востоке мыс Агар; на юго-востоке Море Волн; на юго-западе Озеро Настойчивости. Селенографические координаты центра кратера 10°13′ с. ш. 64°01′ в. д. / 10,21° с. ш. 64,01° в. д., диаметр 32,9 км, глубина 3850 м.
Кратер Озу имеет близкую к циркулярной форму и практически не разрушен. Вал с четко очерченной кромкой, юго-западная часть вала спрямлена. Внутренний склон вала гладкий, с высоким альбедо, у подножия западной части склона видны следы обрушения. Высота вала над окружающей местностью достигает 940 м, объем кратера составляет приблизительно 710 км³. Дно чаши пересеченное, с несколькими короткими хребтами. Имеется центральный пик высотой 1200 м, смещенный к северу от центра чаши. С юго-западной стороны к кратеру подходит высокий хребет, тянущийся от кратера Фирмик. C юго-восточной стороны от кратера Озу проходит длинная широкая долина, имеющая неофициальное название Северная.

## Сателлитные кратеры
| Озу | Координаты                                          | Диаметр, км |
| --- | --------------------------------------------------- | ----------- |
| C   | 8°47′ с. ш. 65°16′ в. д. / 8,79° с. ш. 65,27° в. д. | 16,9        |
| D   | 9°21′ с. ш. 62°26′ в. д. / 9,35° с. ш. 62,43° в. д. | 11,7        |
| E   | 9°34′ с. ш. 60°40′ в. д. / 9,57° с. ш. 60,66° в. д. | 17,4        |
| L   | 8°20′ с. ш. 61°18′ в. д. / 8,34° с. ш. 61,3° в. д.  | 7,5         |
| R   | 8°42′ с. ш. 60°02′ в. д. / 8,7° с. ш. 60,04° в. д.  | 7,7         |
| U   | 9°23′ с. ш. 61°03′ в. д. / 9,39° с. ш. 61,05° в. д. | 8,2         |
| V   | 9°20′ с. ш. 61°19′ в. д. / 9,34° с. ш. 61,31° в. д. | 7,8         |

Следующие сателлитные кратеры в 1976 г. были переименованы Международным астрономическим союзом:
- Озу A — кратер Ван Альбада
- Озу B — кратер Крог